# Kamień runiczny z Nävelsjö

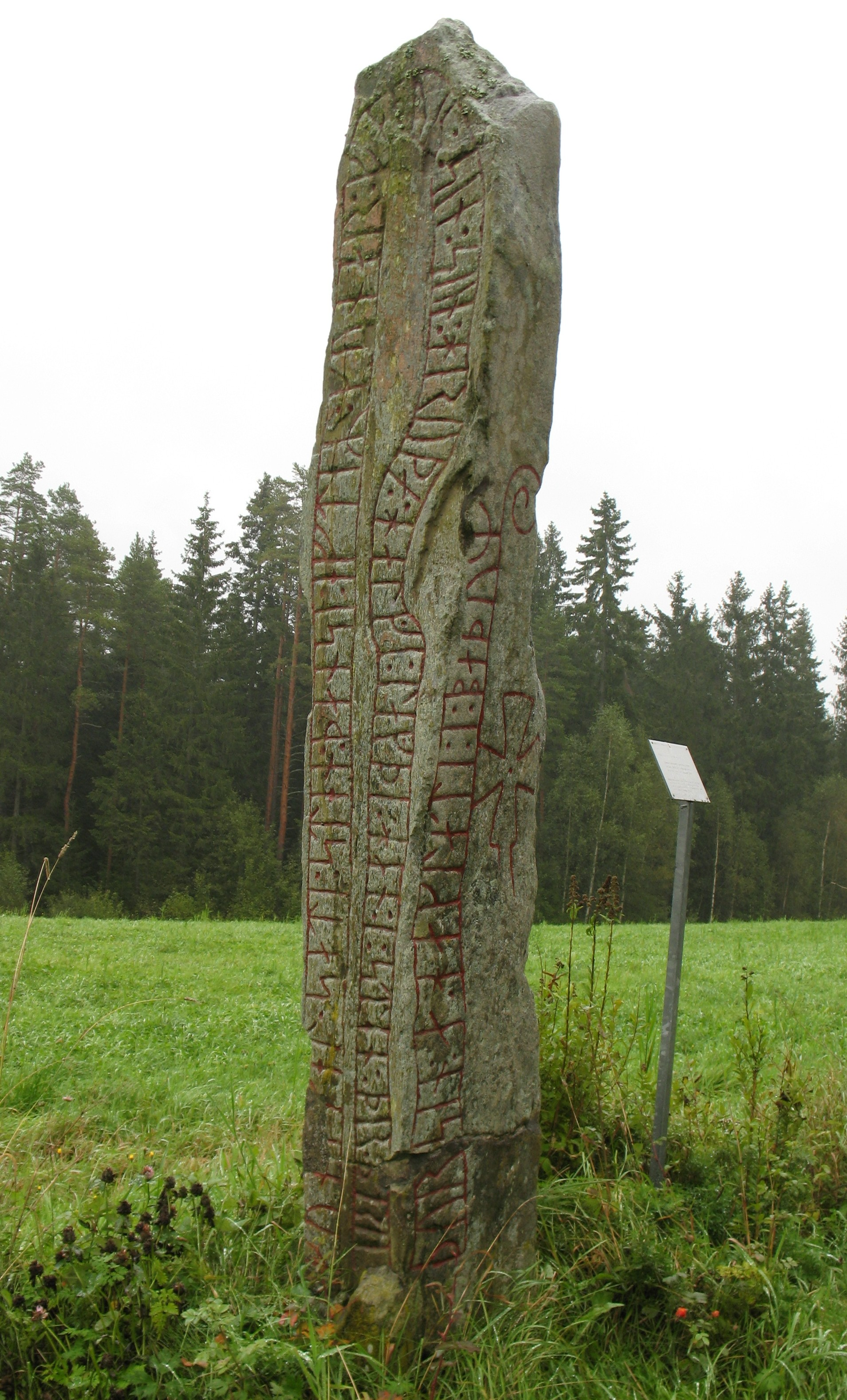
Kamień runiczny z Nävelsjö

Kamień runiczny z Nävelsjö (Sm 101) – kamień runiczny z pierwszej połowy XI wieku, znajdujący się w Nävelsjö w gminie Vetlanda w szwedzkiej prowincji Smalandia.
Granitowy głaz ma 2,5 m wysokości i 0,4 m szerokości. Stoi przy drodze łączącej Åhult z Nöbbele, dzięki takiej lokalizacji pełnił także funkcję drogowskazu. Inskrypcja wyryta jest na dwóch stronach kamienia. Wspomniany w tekście pochówek w trumnie oraz wyryty obok napisu wizerunek krzyża wskazują, iż wymienione w inskrypcji osoby były chrześcijanami.
Kamień upamiętnia wikinga, który zginął lub zmarł w trakcie wyprawy do Anglii i został pochowany w Bath. Wystawca kamienia szczegółowo wykreślił genealogię rodzinną, określając swoje powiązania z pochowanym na obczyźnie zmarłym. Inskrypcja wpisana jest we wstęgę, zakończoną ornamentem w kształcie spirali. Tekst wyrytego napisu głosi:
: kuntkel : sati : sten : þansi : eftiR : kunar : faþur : sin : sun : hruþa : halgi : lagþi : han : i : sten:þr : bru
þur : sin : a : haklati : i : baþum
co znaczy:
Gunnkell wzniósł ten kamień dla uczczenia Gunnara, swego ojca, syna Hroða. Helgi, brat jego, złożył go w trumnie kamiennej w Anglii w Bað.